# Liên minh thực tế
Liên minh thực tế (tiếng Anh: real union) là hai hay nhiều nước mà có chung những cơ quan, bộ phận quốc gia và cùng một nguyên thủ. Nó không hẳn thống nhất thành một nước như liên minh chính trị (political union). Nó thường phát triển từ liên minh cá nhân, nơi mà một nguyên thủ đứng đầu 2 nước độc lập. Trong trường hợp này thường thì một nước yếu hơn mất đi chủ quyền. Đó là trường hợp của Scotland với Anh mà đã lập thành Vương quốc Anh (1707-1801) và Đại công quốc Lietuva nhập với Ba Lan thành liên bang Liên bang Ba Lan-Litva. Liên minh thực tế Đế quốc Áo-Hung lại phát triển từ liên minh chính trị, khi vương quốc Hungary dành lại nhiều chủ quyền từ Đế quốc Áo.

## Danh sách
Thí dụ như:
- 1867–1918 Liên minh thực tế Đế quốc Áo-Hung[1][2] (sau thỏa thuận Áo-Hung)